# Максим Горки (лек крайцер, 1938)
Вижте пояснителната страница за други значения на Максим Горки.
Максим Горки е лек крайцер, главен кораб на проекта 26-бис от времето на Втората световна война. Заложен на 20 декември 1936 г., спуснат на вода на 30 април 1938 г. На 22 март 1944 г. крайцерът е награден с орден Червено знаме. Изключен от състава на флота на 18 април 1959 г.

## История на строителството
Главен строител – Н. Ф. Мучкин, а след това В. С. Боженко. През строителството обозначението на крайцера е „поръчка № 270“. От 22 до 24 септември 1939 г. крайцерът прави първото си излизане в морето. Отговорен за предаването от завода строител е М. М. Михайловски. От 14 октомври до 1 ноември 1939 г. корабът преминава заводските ходови съвместно с държавните изпитания. Целият цикъл на изпитанията, съвместно с поставянето на оръжията и спомагателните системи, е завършен на 25 октомври 1940 г.
В хода на строителството има няколко нещастни случая:
- На 2 септември 1939 г. по време на стоянката в дока след митинг пада сходня. Загиват 37 души;
- На 9 декември 1939 г. военпреда и представител на завода загиват от задушаване в цистерна с авиационно гориво, където проверявали противопожарната система;
- На 4 юни 1940 г., в открито море на ход, избива гарнитурата на фланец на паропровода, попарени са 5 души.

## Особености на конструкцията
Строи се по коригирания проект 26. Главен конструктор е Анатолий Маслов. Отличава се от прототипа, крайцера „Киров“, по следните параметри:
- Дебелината на бронята на борда, траверсите и барбетите на кулите на главния калибър (ГК) е увеличена до 70 mm;
- Усилена е малокалибрената зенитна артилерия;
- Четириногата фокмачта е заменена с кулоподобна (за намаляване на вибрациите на КДП (команден далекомерен пост)), реконструирана е предната надстройка (височината на КДП е 20 m вместо 26 при прототипа);
- Запасът гориво е увеличен до 1310 t;
- Запасът авиобензин е намален до 4,8 t;
- Поставен е съветски катапулт ЗК-1 производство на Ленинградския завод за ПТО „Киров“ (главен конструктор Бухвостов);
- Поставена е система от прибори за управление на стрелбата (ПУС) „Молния-АЦ“
- Поставени са усъвършенствани МПУАЗО „Горизонт-2“ със ЗАС „Горизонт-2“;
- Постът за УКВ свръзка е пренесен на 4 ниво.

## Бойна служба
През 13 – 14 декември е пребазиран от Кронщат в Талин. На 14 юни преминава в Уст-Двинск.
През май 1941 г. преминава в Талин. На 14 юни е пребазиран в Уст-Двинск.
На 23 юни 1941 г., прикривайки миниране, крайцерът се натъква на мина близо до маяка на нос Тахкуна, в точката с координати 59°20′ с. ш. 22°00′ и. д. / 59.333333° с. ш. 22° и. д. и губи носовия си край до 47 шпангоут. Благодарение на съхранилата се херметичност на траверсната преграда при 61-вия шпангоут успява на свой ход да стигне до остров Вормси. След поставянето на пластир съоръжаване на фалшнос от дърво и платнища, изваждане на боеприпасите на 1 и 2 кули на ГК и 6 бойни зарядни отделения и торпедата в състава на керван от три есминеца, спасителен съд, буксир и дивизион БТЩ „Максим Горки“ на свой ход пристига в Талин. На 27 юни преминава, използвайки маршрут през пролива Хайлода, в Кронщат, където влиза на дока „Велещински“. След оглед от представители на завод № 189 е решено да се възстановява крайцера, чрез построяване на стапела на завода, а след това стиковане на Кронщатския док на нова носова оконечност. Работите, с използване на материали от строящите се крайцери проект 68, успяват да завършат само за 43 дена. В хода на ремонта е свален катапултът, а 45-mm оръдия 21-К са заменени с 10 автомата 70-К.
На 18 август 1941 г. корабът застава в залива Лесной, на 24 август на свой ход по Морския канал преминава в залива Хлебной. Участва в отразяването на многобройните авионападения и на септемврийския щурм срещу Ленинград, получавайки осем попадения от тежки снаряди и е преведен към Железната стенка на търговския порт близо до устието на Фонтанка, където се прави ремонта. След това кораба, сменяйки позициите си, участва в отбраната и пробива на блокадата на Ленинград в състава на 2-ра група, базирана на Търговския порт.
| “ | На 22 март 1944 г. с указ на Президиума на Върховния Съвет на СССР за образцово изпълнение на бойните задания на командването на фронта при борбата с немско-фашистките окупатори и проявените при това от личния състав доблест и мъжество, крайцерът „Максим Горки“ е награден с орден Червено знаме. | ” |

През юни 1944 г. крайцерът „Максим Горки“ в състава на 4-та артилерийска група поддържа с огъня на своите оръдия настъплението на частите на Червената армия на виборгското направление, унищожавайки укрепленията на линията Манерхейм.
Всичко за годините на войната по брегови цели са изразходвани 2311 180-мм (над 2,5 боекомплекта) (256 на ствол) и 582 100-мм снарядов. Живучестта на главния калибър се оказва над разчетната: максималното износване на стволовете (лайнерите) на главния калибър не надминава 30%, а на универсалния – 44%.
От 25 февруари 1946 г. е в състава на ескадрата на Южнобалтийския флот (по-късно 4-та на ВМФ), базира се в Лиепая, а след това в Балтийск. През декември 1950 г. на кораба (командир– капитан 2-ри ранг П. М. Гончар) се провеждат изпитанията на първия съветски корабен вертолет Ка-10.
През лятото на 1953 г. крайцерът „Максим Горки“ преминава в Кронщат, за да влезе за основен ремонт и модернизация. На 16 юни е включен в състава на корабите на Кронщатската военноморска крепост. През декември започва ремонт в завод № 194. На 17 февруари 1956 г. корабтт е изведен от бойния състав на КБФ и преформиран на опитен крайцер, а на 18 април 1959 г. е изключен от състава на ВМФ и предаден за скрап.

## Командири
- Петров, Анатолий Николаевич (вицеадмирал) (1937[5] – 1942)
- Святов, Иван Георгиевич (1942 – 1943)
- А. Г. Ванифатиев (1943 – ?)
- Г. П. Негода (1946)
- Абашвили, Георгий Семьонович (1946 – 1948)
- Г. П. Негода (1948 – 1949)
- П. М. Гончар (1949 – 1951)

## В художествената литература
В разказа на Михаил Йосифович Велер „Легенда за морския парад“ се описват измислени събития на борда на крайцера „Свердлов“, обозначен като еднотипен на крайцера „Киров“. Може само да се предполага, че първообразът за него в разказа става крайцерът „Максим Горки“, действително участвал в парад на 7 ноември 1947 г.